# Kamailio

이전 OpenSER (그리고 SIP Express Router (SER)와 일부 공통 이력을 공유하는)인 Kamailio는 GNU General Public License에 따라 라이센스가 부여 된 SIP 서버이다. SIP 등록자, 프록시 또는 리디렉션 서버로 작동하도록 구성 할 수 있으며 현재 지원하는 기능은 RADIUS / syslog 계정 및 권한 부여, XML-RPC 및 JSON-RPC 기반 원격 제어, SQL 및 NoSQL 백엔드, IMS / VoLTE 확장 등이 있다. 
 Kamailio는 하 와이어로 대화를 의미한다. "특별한 맛으로 선택되었다." 

## 기능
Kamailio는 아키텍처 별 최적화를 통해 순수 C 로 작성되었다. 소규모 사무실 사용, 엔터프라이즈 PBX 교체 및 이동 통신사 서비스 (SIP 시그널링 서버, 프록시) 등 많은 실시간 통신 서비스에 사용되는 것을 포함하여 많은 시나리오에 맞게 구성 할 수 있다. 특징은 다음과 같다.
- SIP 전화 시스템
- SIP로드 밸런서
- SIP 보안 방화벽
- 최소 비용 라우팅 엔진
- IMS / VoLTE 플랫폼
- 인스턴트 메시징 및 프레즌스 서비스
- SIP IPv4-IPv6 게이트웨이
- MSRP 릴레이
- SIP-WebRTC 게이트웨이

## 용법
Kamailio는 대규모 인터넷 서비스 제공 업체에서 공중 전화 서비스를 제공하는 데 사용된다. 독일 ISP 1 &amp; 1 에서는 수백만 명의 사용자를 대상으로 한 가장 큰 공개 발표가 진행되고 있다. 공급자 sipgate에서 또 다른 대규모 배포가 작동 중이다.

## 포크

### OpenSIPS
SER 및 OpenSER 코드베이스에서 "자신의 방식으로 전환"하기로 결정한 SER 포크인 OpenSIPS로 음성 텍스트 및 비디오 커뮤니케이션을 처리하는데 사용할 수 있는 VoIP (Voice over IP) 용 SIP의 자유 소프트웨어를 구현한다. OpenSIPS는 수천 건의 전화를 제공하는 설치를 위해 고안되었고 IETF RFC 3261과 호환된다. 이 소프트웨어는 2017년 Google에서 오픈 소스 피어 보너스 상을 수상했다.

## 역사
Kamailio의 뿌리는 SIP Express Router (SER)의 첫 번째 줄이 쓰여 졌던 2001년으로 거슬러 올라간다. 당시 실무 그룹은 iptel.org에 결과를 공개했다. 2002년 9월에 코드 자체가 GPL에 따라 공개되었다. SER의 첫 번째 포크는 2005년에 시작되었다 — OpenSER — 나중에 Kamailio 가 될 코드로 다시 병합된다. SER 과 OpenSER의 코드베이스 (이후 Kamailio로 알려짐)는 2012년 12월에 수렴되었으며, Kamailio를 프로젝트의 주요 이름으로 계속 사용하기로 결정했으며 오픈 소스로 남아 있다.
개발 첫 해 동안 웹 기반 사용자 프로비저닝 인 serweb 을 사용할 수 있었다.

### 타임 라인
2001년
- SIP Express Router (SER)는 Fraunhofer Institute for Open Communication Systems (FOKUS)에서 처음 개발했다.

2002
- 제 3 자 기여 ( ENUM 모듈)

구월
- 코드는 GPL이며 최초 공개

2003년
- 일반 공개 적용이 시작된다. 추가적인 무료 및 오픈 소스 코드는 독립적 인 제 3자가 제공한다.

2004년
- FOKUS 팀의 일부는 SER 저작권과 함께 새로 만든 회사 iptel.org로 이전한다.
- SER 핵심 개발자 5명 중 2명과 주요 기여자 1 명이 OpenSER이라는 새로운 자유 오픈 소스 소프트웨어 프로젝트를 시작한다.

2005년
- IPtel.org는 Tekelec에 인수되었고, Tekelec 세션 라우터와 CSCF을 책임졌다.

2007년
5월 12일
- SER 2.0 RC -1 (Ottendorf) 사용 가능

2008년
8월
- 유사한 상표와의 충돌을 피하기 위해 OpenSER의 이름을 Kamailio 로 바꿈

11월 4일
- Kamailio 개발자는 SER 개발자와 협력하여 미래의 sip-router 프로젝트를 만들 계획을 발표하고 발표한다

2013년
- FOKUS와 Kamailio 커뮤니티는 독일 베를린에서 연례 'Kamailio World'컨퍼런스의 첫 번째 반복을 조직한다.